# Grand Prix Formule 1 van Duitsland 1982
De Grand Prix Formule 1 van Duitsland 1982 werd gehouden op 8 augustus op de Hockenheimring. Het was de twaalfde race van het seizoen.

## Uitslag
| Positie | Nummer | Rijder             | Team           | Ronden | Tijd/Opgave             | Startplaats | Punten |
| ------- | ------ | ------------------ | -------------- | ------ | ----------------------- | ----------- | ------ |
| 1       | 27     | Patrick Tambay     | Ferrari        | 45     | 1:27:25.178             | 5           | 9      |
| 2       | 16     | René Arnoux        | Renault        | 45     | + 16.379                | 3           | 6      |
| 3       | 6      | Keke Rosberg       | Williams-Ford  | 44     | + 1 Ronde               | 9           | 4      |
| 4       | 3      | Michele Alboreto   | Tyrrell-Ford   | 44     | + 1 Ronde               | 7           | 3      |
| 5       | 23     | Bruno Giacomelli   | Alfa Romeo     | 44     | + 1 Ronde               | 11          | 2      |
| 6       | 29     | Marc Surer         | Arrows-Ford    | 44     | + 1 Ronde               | 26          | 1      |
| 7       | 4      | Brian Henton       | Tyrrell-Ford   | 44     | + 1 Ronde               | 17          |        |
| 8       | 14     | Roberto Guerrero   | Ensign-Ford    | 44     | + 1 Ronde               | 21          |        |
| 9       | 12     | Nigel Mansell      | Lotus-Ford     | 43     | + 2 Rondes              | 18          |        |
| 10      | 35     | Derek Warwick      | Toleman-Hart   | 43     | + 2 Rondes              | 14          |        |
| 11      | 20     | Chico Serra        | Fittpaldi-Ford | 43     | + 2 Rondes              | 25          |        |
| DNF     | 7      | John Watson        | McLaren-Ford   | 36     | Spin                    | 10          |        |
| DNF     | 26     | Jacques Laffite    | Ligier-Matra   | 36     | Handling                | 15          |        |
| DNF     | 5      | Derek Daly         | Williams-Ford  | 25     | Motor                   | 19          |        |
| DNF     | 18     | Raul Boesel        | March-Ford     | 22     | Banden                  | 24          |        |
| DNF     | 11     | Elio de Angelis    | Lotus-Ford     | 21     | Handling                | 13          |        |
| DNF     | 1      | Nelson Piquet      | Brabham-BMW    | 18     | Botsing                 | 4           |        |
| DNF     | 10     | Eliseo Salazar     | ATS-Ford       | 17     | Botsing                 | 22          |        |
| DNF     | 15     | Alain Prost        | Renault        | 14     | Injectie                | 2           |        |
| DNF     | 2      | Riccardo Patrese   | Brabham-BMW    | 13     | Motor                   | 6           |        |
| DNF     | 22     | Andrea de Cesaris  | Alfa Romeo     | 9      | Versnellingsbak         | 8           |        |
| DNF     | 25     | Eddie Cheever      | Ligier-Matra   | 8      | Benzinesysteem          | 12          |        |
| DNF     | 30     | Mauro Baldi        | Arrows-Ford    | 6      | Benzinesysteem          | 23          |        |
| DNF     | 31     | Jean-Pierre Jarier | Osella-Ford    | 3      | Stuurfout               | 20          |        |
| DNF     | 9      | Manfred Winkelhock | ATS-Ford       | 3      | Koppeling               | 16          |        |
| DNS     | 28     | Didier Pironi      | Ferrari        | 0      | Ongeval in kwalificatie | 1           |        |
| DNQ     | 33     | Tommy Byrne        | Theodore-Ford  |        |                         |             |        |
| DNQ     | 17     | Rupert Keegan      | March-Ford     |        |                         |             |        |
| DNQ     | 36     | Teo Fabi           | Toleman-Hart   |        |                         |             |        |

## Wetenswaardigheden
- Didier Pironi raakte zwaar geblesseerd bij een ongeval in de kwalificatie en zou nooit meer in de Formule 1 racen.

## Statistieken
| Pole-position | Didier Pironi | Ferrari     | 1:47.947 |
| Snelste ronde | Nelson Piquet | Brabham-BMW | 1:54.035 |

## Noot
- Dit was het debuut van de Ierse coureur Tommy Byrne.
- Vijfde Grand Prix-start voor een Colombiaanse coureur.
- Eerste rondes als raceleider en eerste Grand Prix-winst voor Patrick Tambay.
- Tiende podiumplaats voor René Arnoux en vijfde podiumplaats voor Keke Rosberg (en voor een Finse coureur).

1931 · 1932 · 1934 · 1935 · 1936 · 1937 · 1938 · 1939 · 1951 · 1952 · 1953 · 1954 · 1956 · 1957 · 1958 · 1959 · 1961 · 1962 · 1963 · 1964 · 1965 · 1966 · 1967 · 1968 · 1969 · 1970 · 1971 · 1972 · 1973 · 1974 · 1975 · 1976 · 1977 · 1978 · 1979 · 1980 · 1981 · 1982 · 1983 · 1984 · 1985 · 1986 · 1987 · 1988 · 1989 · 1990 · 1991 · 1992 · 1993 · 1994 · 1995 · 1996 · 1997 · 1998 · 1999 · 2000 · 2001 · 2002 · 2003 · 2004 · 2005 · 2006 · 2008 · 2009 · 2010 · 2011 · 2012 · 2013 · 2014 · 2016 · 2018 · 2019